# Júlio César Coelho de Moraes
Júlio César Coelho de Moraes, meglio noto solo come César (Rio de Janeiro, 25 luglio 1954), è un ex calciatore brasiliano, di ruolo attaccante.
Ha un figlio, Júlio César Coelho de Moraes Júnior, anch'egli calciatore.

## Carriera
Fu convocado nella nazionale brasiliana da Telê Santana per le amichevoli in preparazione al Mondiale 1982 contro Francia, Germania Ovest e Italia. Disputò la prima da subentrante e la seconda come titolare, ma non fu poi tra i convocati per la fase finale del Mondiale poiché il commissario tecnico brasiliano gli preferì Serginho.

## Statistiche

### Cronologia presenze e reti in nazionale
| Cronologia completa delle presenze e delle reti in nazionale ― Brasile | Cronologia completa delle presenze e delle reti in nazionale ― Brasile | Cronologia completa delle presenze e delle reti in nazionale ― Brasile | Cronologia completa delle presenze e delle reti in nazionale ― Brasile | Cronologia completa delle presenze e delle reti in nazionale ― Brasile | Cronologia completa delle presenze e delle reti in nazionale ― Brasile | Cronologia completa delle presenze e delle reti in nazionale ― Brasile | Cronologia completa delle presenze e delle reti in nazionale ― Brasile |
| Data                                                                   | Città                                                                  | In casa                                                                | Risultato                                                              | Ospiti                                                                 | Competizione                                                           | Reti                                                                   | Note                                                                   |
| ---------------------------------------------------------------------- | ---------------------------------------------------------------------- | ---------------------------------------------------------------------- | ---------------------------------------------------------------------- | ---------------------------------------------------------------------- | ---------------------------------------------------------------------- | ---------------------------------------------------------------------- | ---------------------------------------------------------------------- |
| 15-5-1981                                                              | Parigi                                                                 | Francia                                                                | 1 – 3                                                                  | Brasile                                                                | Amichevole                                                             | -                                                                      | Ingresso                                                               |
| 19-5-1981                                                              | Stoccarda                                                              | Germania Ovest                                                         | 1 – 2                                                                  | Brasile                                                                | Amichevole                                                             | -                                                                      |                                                                        |
| Totale                                                                 |                                                                        | Presenze                                                               | 2                                                                      |                                                                        | Reti                                                                   | 0                                                                      |                                                                        |